# ジャクソン郡区 (アイオワ州ブレマー郡)
ジャクソン郡区は、アメリカ合衆国、アイオワ州、ブレマー郡にある14の郡区の一つである。2000年の国勢調査で、人口は1315人だった。

## 地理
ジャクソン郡区は、63.1平方キロメートル（24.35平方マイル)で、Janesvilleが含まれる。
アメリカ地質調査所によると、この郡区はOaklandとPilot MoundとWaverly Junctionの3つの霊園が含まれる。